# 어상천초등학교
어상천초등학교는 대한민국 충청북도 단양군 어상천면 임현리에 있는 공립 초등학교다.

## 학교 연혁
- 1932년 4월 15일 어상천공립보통학교 개교(4년제, 설립인가 4월 6일)
- 1938년 4월 1일 어상천공립심상소학교로 개칭
- 1941년 4월 1일 어상천공립국민학교로 개칭
- 1950년 4월 1일 어상천국민학교로 개칭
- 1981년 3월 1일 병설유치원 설립 인가(1학급 편성)
- 1996년 3월 1일 어상천초등학교로 개칭
- 2000년 3월 1일 충청북도교육청 교단선진화시범학교 지정
- 2009년 3월 1일 충청북도교육청 학교회계(에듀파인)시범학교 지정
- 2012년 3월 1일 제31대 임재관 교장 부임
- 2014년 2월 19일 제81회 졸업식(총 졸업생수 4118명)
- 2015년 2월 16일 제82회 졸업식(총 졸업생수 4125명)
- 2015년 3월 1일 제32대 박광남 교장 부임
- 2015년 12월 24일 2015. 충북방과후학교 운영 우수학교 선정
- 2016년 2월 18일 제83회 졸업식(총 졸업생수 4,135명)
- 2016년 3월 1일 자율학교 지정(농촌소규모학교활성화 사업) 일반 6학급, 특수학급 1학급 편성
- 2017년 2월 18일 제84회 졸업식(총 졸업생수 4,141명)
- 2017년 3월 1일 제33대 고경석 교장 부임
- 2017년 3월 1일 7학급(특수학급 1 포함)편성

- 1972년 9월 11일 덕문곡국민학교 연곡분교장 인가
- 1975년 8월 29일 연곡국민학교 승격 인가
- 1976년 3월 1일 연곡국민학교 개교
- 1989년 1월 30일 어상천국민학교 분교로 편입
- 1993년 2월 28일 본교로 통폐합

- 선암분교[2]

- 1943년 5월 1일 어상천공립국민학교 덕문곡분교 인가
- 1949년 7월 5일 덕문곡국민학교 승격
- 1988년 9월 11일 어상천국민학교 분교로 편입
- 1992년 2월 29일 본교로 통합

- 1961년 11월 23일 덕문곡국민학교 심곡분교장 인가
- 1965년 8월 2일 금당국민학교 인가
- 1966년 3월 23일 개교
- 1992년 3월 1일 어상천국민학교 분교로 편입
- 1995년 2월 28일 본교로 통합

## 참고 자료
- 어상천초등학교 - 한국교육학술정보원 학교알리미